# Northern Premier League
Northern Premier League er en fodboldliga i Nordengland og den nordlige del af Midlands for semiprofessionelle hold og amatørhold. Ligaen blev grundlagt i 1968 og bestod oprindeligt af én division. I 1987 blev Division One tilføjet, og i 2007 blev denne division opdelt i to: Division One North og Division One South.
Sammen med Southern League og Isthmian League udgør Northern Premier League niveau 7 og 8 i det engelske ligasystem. Vinderen af Premier Division samt vinderen af et playoff mellem nr. 2-5 rykker op i Conference North.